# Episodi di Portlandia (prima stagione)
La prima stagione della serie televisiva Portlandia, composta da sei episodi, è stata trasmessa sul canale statunitense IFC tra il 21 gennaio e il 25 febbraio 2011.
In Italia la serie è inedita.
| nº | Titolo originale    | Titolo italiano | Prima TV USA     | Prima TV Italia |
| -- | ------------------- | --------------- | ---------------- | --------------- |
| 1  | Farm                |                 | 21 gennaio 2011  |                 |
| 2  | A Song for Portland |                 | 28 gennaio 2011  |                 |
| 3  | Aimee               |                 | 4 febbraio 2011  |                 |
| 4  | Mayor Is Missing    |                 | 11 febbraio 2011 |                 |
| 5  | Blunderbuss         |                 | 18 febbraio 2011 |                 |
| 6  | Baseball            |                 | 25 febbraio 2011 |                 |

## Farm
- Titolo originale: Farm
- Diretto da: Jonathan Krisel
- Scritto da: Fred Armisen, Carrie Brownstein, Jonathan Krisel e Allison Silverman

### Trama
Peter e Nance fanno di tutto per assicurarsi che il loro ordine di pollo al ristorante sia stato preparato in maniera etica ed umana, arrivando a fare visita alla fattoria da cui proviene.
- Sketch: Dream of the 90's, Mind-Fi, regole per l'uso del bagno al Women and Women First Bookstore, Hide and Seek League.
- Altri interpreti: Jason Sudeikis (fattore Aliki), Steve Buscemi (cliente della libreria)

## A Song for Portland
- Titolo originale: A Song for Portland
- Diretto da: Jonathan Krisel
- Scritto da: Fred Armisen, Carrie Brownstein, Jonathan Krisel e Allison Silverman

### Trama
Fred e Carrie incontrano il sindaco di Portland, il quale assegna loro un compito speciale: creare un tema musicale che rappresenti Portland in una campagna pubblicitaria.
- Sketch: Put a Bird on It, Spike's Bike Lane, Toni e Candace aiutano una studentessa al Women and Women First Bookstore, Animalisti al Firehouse Restaurant, Cacao.
- Altri interpreti: Kyle MacLachlan (sindaco di Portland), Sam Adams (assistente del sindaco), Aubrey Plaza (cliente della libreria)
- Peculiarità:Sam Adams, che nell'episodio interpreta l'assistente del sindaco, è nella realtà il vero sindaco di Portland

## Aimee
- Titolo originale: Aimee
- Diretto da: Jonathan Krisel
- Scritto da: Fred Armisen, Carrie Brownstein, Jonathan Krisel e Allison Silverman

### Trama
Fred e Carrie scoprono che la loro donna delle pulizie non è nient'altro che la loro cantautrice preferita, Aimee Mann, e iniziano a perseguitarla.
- Sketch: Spike decide cosa è finito, Coffee Land, Imballaggio smisurato, "Get out of there!", Latisha copia Frankie al Lucky Devil Lounge, Dumpster Divers.
- Altri interpreti: Aimee Mann (sé stessa), Sarah McLachlan (se stessa)

## Mayor Is Missing
- Titolo originale: Mayor Is Missing
- Diretto da: Jonathan Krisel
- Scritto da: Fred Armisen, Carrie Brownstein, Jonathan Krisel e Allison Silverman

### Trama
Il sindaco di Portland è scomparso. Fred e Carrie iniziano una frenetica ricerca per ritrovarlo.
- Sketch: Lettori al James John Cafe, Beth fa la House Sitter, Compleanno all'Oregon Park, Julia va a un meeting aziendale
- Altri interpreti: Kyle MacLachlan (sindaco di Portland), Aubrey Plaza (Beth), Kumail Nanjiani (venditore), Edie McClurg (segretaria del sindaco)

## Blunderbuss
- Titolo originale: Blunderbuss
- Diretto da: Jonathan Krisel
- Scritto da: Fred Armisen, Carrie Brownstein, Jonathan Krisel e Allison Silverman

### Trama
A Portland si tiene il Blunderbuss, un festival musicale e cinematografico. Una ragazza che suona sotto il nome di Sparkle Pony cerca in tutti i modi di esibirsi all'interno dell'evento.
- Sketch: Guerra di volantini, Accompagnamento musicale all'agopuntura, Finding Mr. Write.
- Altri interpreti: Gus Van Sant (sé stesso), Selma Blair (Frannie Walker), Jenny Conlee (Sparkle Pony), Colin Meloy (Echo Echo), James Mercer (Echo Echo) e Corin Tucker (Echo Echo)

## Baseball
- Titolo originale: Baseball
- Diretto da: Jonathan Krisel
- Scritto da: Fred Armisen, Carrie Brownstein, Jonathan Krisel e Allison Silverman

### Trama
Il sindaco di Portland si rivolge a Fred e Carrie per riuscire a formare la squadra professionale di baseball della città.
- Sketch: Pubblicità contro la disoccupazione, Lampadine Wilson, Corso di diaristica al Women and Women First Bookstore, Servizio fotografico per la guida ai ristoranti, Cinema estivo all'aperto
- Altri interpreti: Kyle MacLachlan (sindaco di Portland), Heather Graham (Heather), Nick Kroll (Daniel Prison)